# Hermann von Redern

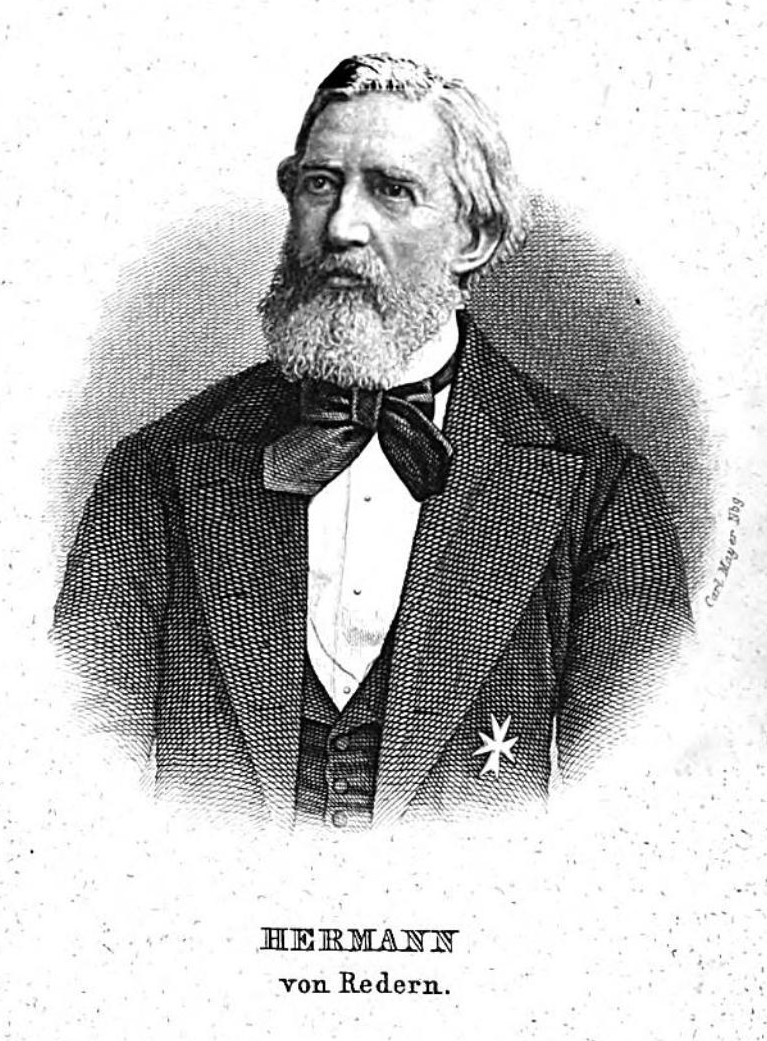
Illustration de Hermann von Redern (à droite le nom de l'artiste Carl Mayer, 1798–1868) dans le troisième volume du livre de poche généalogique des familles chevaleresques et nobles.

Karl Ludwig Wilhelm Hermann von Redern (né le 5 octobre 1819 à Wansdorf, arrondissement d'Havelland-de-l'Est (de) et mort le 3 juillet 1886 à Leipzig) est un lieutenant général prussien, chevalier de l'ordre de Saint-Jean et propriétaire du manoir de Wansdorf.

## Biographie

### Origine
Il est issu de la famille von Redern de la Marche et est le fils aîné du major prussien Karl von Redern (né le 1er septembre 1784 et mort le 24 mars 1858) et sa femme Charlotte, née Guretzky-Cornitz (née le 16 janvier 1793 et morte le 21 août 1835). Le lieutenant-général Ernst von Redern (de) (1835-1900) est son frère.

### Carrière militaire
Redern étudie d'abord à la maison des cadets à Berlin, puis est affecté le 18 août 1836 au 1er régiment de dragons de la Garde de l'armée prussienne en tant que sous-lieutenant. À partir du 1er octobre 1842, il est commandé pour trois ans à l'École générale de guerre pour poursuivre sa formation. En 1846/47, Redern prend un congé pour aller à l'université de Berlin. À la mi-avril 1852, il est devenu Rittmeister et chef d'escadron. Le 28 avril 1857, il est muté comme adjudant à la 14e division d'infanterie. Promu major en mars de l'année suivante, Redern est agrégé à l'état-major général de l'armée et commandé à la légation de Vienne. En 1859, il participe aux batailles de Magenta et de Solférino au sein du quartier général autrichien pendant la guerre de Sardaigne. Pour cela, il reçoit l'ordre de l'Aigle rouge de 4e classe avec épées et l'ordre de la Couronne de fer de 3e classe.
En 1860, Redern est rappelé de Vienne et nommé à la fin de l'année commandant du 3e régiment de dragons. Promu à ce titre lieutenant-colonel en octobre 1861, lui et son régiment sont déployés en 1863/64 lors de l'insurrection de Janvier pour sécuriser la frontière polonaise. Après sa promotion au grade de colonel, Redern quitte ce régiment et est nommé commandant du 2e régiment de dragons de la Garde le 14 décembre 1865. Il dirige son régiment pendant la guerre contre l'Autriche en 1866 au sein de la 1re armée lors des batailles de Turnau, Münchengrätz, Tischnowitz et Sadowa.
Après l'accord de paix, Redern est nommé le 30 octobre 1866 commandant de la 20e brigade de cavalerie nouvellement formée à Hanovre et est promu à ce poste le 23 juillet 1868 au grade de major général avec brevet du 3 juillet 1868. Lors de la mobilisation de 1870, il prend en charge la 13e brigade de cavalerie et combat avec sa grande unité pendant la guerre contre la France dans les batailles de Mars-la-Tour et de Saint-Privat. Il participe également au siège de Paris. Ses exploits sont récompensés par l'attribution de la croix de fer de 2e classe et de la croix de commandeur de 1re classe de l'ordre d'Henri le Lion avec épées. Après la paix de Francfort, Redern devient le 23 mai 1871 commandant de la 19e brigade de cavalerie auprès de l'armée d'occupation en France. En janvier 1873, il reçoit l'ordre de l'Aigle rouge de 2e classe avec feuilles de chêne et épées sur l'anneau. Avec l'attribution du caractère de lieutenant général, Redern est mis à disposition le 11 mars 1873 avec la pension légale.

### Famille
Redern se marie le 6 mars 1865 à Rütznow avec Anna von der Marwitz (de) (née le 19 septembre 1846 et morte en 1919) avec qui il vit à Wansdorf. Après sa mort, la famille s'installe à Berlin. Sa fille aînée est l'auteur-compositeur et conteur Hedwig von Redern, son fils Wilhelm von Redern (de) est administrateur l'arrondissement de Stallupönen et vice-président du district de  Gumbinnen.

## Publications
- Zur Geschichte der Familie von der Marwitz – Regesten, Stammtafeln und andere Materialien, C. Heymann, Berlin 1879 (Google Books).